# 120 Lachesis
120 Lachesis eller A910 CF är en asteroid upptäckt 10 april 1872 av den franske astronomen Alphonse Borrelly vid Marseille-observatoriet. Asteroiden har fått sitt namn efter Lachesis, en ödesgudinna inom grekisk mytologi.
Ockultation av stjärna har observerats en gång 1999 och en gång 2008.